# Elizabeth Rekas Urra
Elizabeth Mercedes Rekas Urra (28 de marzo de 1949-26 de mayo de 1976) fue una trabajadora social, funcionaria del Metro de Santiago y militante del Movimiento de Acción Popular Unitaria (MAPU); fue detenida por agentes de la Dirección de Inteligencia Nacional (DINA) el 26 de mayo de 1976, durante la dictadura militar de Chile. Al momento de su detención estaba embarazada de cuatro meses. Hasta 2023 pertenece a la lista de detenidos desaparecidos en el país durante la dictadura de Pinochet.

## Detención
Estaba casada con Antonio Elizondo Ormaechea y ambos eran militantes del  MAPU. Fueron detenidos juntos por agentes de la DINA el día 26 de mayo de 1976, en plena vía pública, en la intersección de la calle Lord Cochrane con la Alameda de Santiago, frente al edificio corporativo del Metro de Santiago, lugar de trabajo de Elizabeth.
Su detención se produjo al mismo tiempo que la del también militante y dirigente MAPU Juan Maino Canales, quien era compañero de estudios de Antonio en la Universidad Técnica del Estado (UTE).

## Búsqueda de justicia en dictadura
El día 3 de junio de 1976, su hermano, Andrés Rekas Urra, interpuso ante la Corte de Apelaciones de Santiago el Recurso de Amparo rol 486-76, en favor de su hermana y su cuñado, el que fue rechazado el 1 de julio de 1976. Se solicitó a la Corte de Apelaciones, la designación de uno de sus Ministros para que se constituyera en Villa Grimaldi, lugar de detención clandestina y donde se pensaba que podían estar Elizabeth y su esposo; esta petición también fue rechazada por dicha Corte. Se ordenó remitir los antecedentes al Quinto Juzgado del Crimen. Con fecha 31 de octubre de 1977, se cierra el sumario, sobreseyéndose temporalmente la causa, sin que se lograra establecer ni el paradero ni el estado de las víctimas, ni menos los responsables de su desaparición
El 1° de agosto de 1978, se presenta ante el Décimo Juzgado del Crimen de Santiago, una querella colectiva por el delito de secuestro de setenta detenidos desaparecidos, entre los cuales figuraban Elizabeth y su marido, en contra del General (R) Manuel Contreras Sepúlveda, del Coronel de Ejército Marcelo Moren Brito y del Teniente Coronel de Ejército Rolf Wenderoth Pozo. Sin realizar ninguna diligencia, el 10 de agosto de ese año la Jueza del 10.° Juzgado se declaró incompetente y remitió los antecedentes a la Justicia Militar. El 20 de noviembre de 1989, el teniente coronel de Ejército Enrique Ibarra Chamorro, fiscal general militar, solicitó para esta causa la aplicación del Decreto Ley de Amnistía. El 30 de noviembre de 1989 la solicitud fue acogida por el 2.° Juzgado Militar, el que sobreseyó total y definitivamente la causa.

## Informe Rettig
Una vez recuperada la democracia en Chile, familiares de Elizabeth presentaron sus casos ante la Comisión Rettig, comisión que tuvo la misión de calificar casos de detenidos desaparecidos y ejecutados durante la dictadura chilena. Sobre el caso del matrimonio Elizondo Rekas, el Informe Rettig señaló que:

“El 26 mayo de 1976 fue detenida Elizabeth Mercedes REKAS URRA, quien presentaba un embarazo de cuatro meses, junto a su cónyuge, Antonio ELIZONDO ORMAECHEA, militante del MAPU.  Según declaró Andrés Constantino Rekas Urra, hermano de Elizabeth Mercedes, quien mismo fue detenido en la vía pública el 24 de mayo, siendo inmediatamente trasladado a un lugar que identificó como Villa Grimaldi. Allí fue interrogado acerca de las actividades y paradero de su hermana Elizabeth, de su cuñado Antonio, y del amigo de ambos, Juan Bosco MAINO CANALES, señalándosele que sólo sería liberado cuando éstos fueran detenidos.  Al día siguiente, fue sacado por sus captores de Villa Grimaldi y trasladado a los lugares de trabajo de su hermana y de su cuñado con el objeto de que los identificara. Posteriormente fue devuelto al lugar de reclusión señalado. 

El día 26, estando aún detenido en Villa Grimaldi, Andrés Rekas escuchó un sonido característico que tenía la Citroneta que conducía su cuñado Antonio Elizondo. Unos momentos después, escuchó los gritos de una mujer, a la que reconoció como su hermana Elizabeth Mercedes.  Ese mismo día fue liberado. Unos días después, concurrió hasta el domicilio de su hermana y de su cuñado, comprobando que éstos no se encontraban allí, y que el departamento se hallaba en un completo desorden, muestra evidente de haber sido allanado. 
El Notario Público, Rafael Zaldívar Díaz, levantó acta del estado en que se encontraba el departamento que ocupaba el matrimonio Elizondo-Rekas, comprobándose además que sobre la mesa del comedor se encontraban los lentes ópticos, el reloj y una revista pertenecientes a Juan Maino, dirigente del MAPU, quien fue detenido el mismo día al interior de este departamento.
Por otra parte, el 30 de diciembre de 1980 fue detenido por agentes de la CNI, Carlos Montes. Durante los interrogatorios a que fue sometido se le exhibió un documento manuscrito por él y que se encontraba en poder de Juan Maino a la fecha de su detención. Con ocasión de la detención de Carlos Montes, el Ministerio del Interior informó al tribunal que éste era un alto dirigente del MAPU y que "con la detención de uno de sus más importantes colaboradores, Juan Maino"  había ingresado a la clandestinidad para evitar ser aprehendido.

La Comisión tiene la convicción de que tanto Elizabeth Rekas, como Antonio Elizondo y Juan Maino, fueron detenidos y hechos desaparecer por agentes del Estado, en grave violación a sus derechos humanos”.

## Proceso judicial en democracia
El caso de Elizabeth Rekas, Antonio Elizondo y Juan Maino fue investigado por ministro de la Corte de Apelaciones de Santiago, ministro Jorge Zepeda. El 23 de enero de 2012 dictó condenas por el delito de homicidios calificados de Elizabeth Rekas Urra y Ana María Puga Rojas. El magistrado condenó a los exagentes de la DINA, y miembros de la ex Colonia Dignidad:
- Manuel Contreras Sepúlveda: 10 años y un día de presidio por su responsabilidad como autor de los secuestros calificados de Juan Maino Canales, Elizabeth Rekas Urra y Antonio Elizando Ormaechea.
- Carlos López Tapia: 10 años y un día de presidio por su responsabilidad como autor de los secuestros calificados de Juan Maino Canales, Elizabeth Rekas Urra y Antonio Elizaondo Ormaechea.
- Eugenio Fieldhouse Chávez: 5 años y un día de presidio por su responsabilidad como cómplice de los secuestros calificados Juan Maino Canales, Antonio Elizondo Ormaechea y de Elizabeth Rekas Urra.
- Gerard Mücke: 5 años y un día de presidio por su responsabilidad como cómplice de los secuestros calificados Juan Maino Canales, Antonio Elizondo Ormaechea y de Elizabeth Rekas Urra.
- Johan van den Berg: 5 años y un día de presidio por su responsabilidad como cómplice de los secuestros calificados Juan Maino Canales, Antonio Elizondo Ormaechea y de Elizabeth Rekas Urra.

## Vínculos con Colonia Dignidad
La sentencia de 2012 estableció que el 26 de mayo de 1976 la DINA detuvo y trasladó a Villa Grimaldi a Rukas, Elizondo y Maino, además de sustraerles sus vehículos, los que fueron encontrados años más tarde en los terrenos de Colonia Dignidad, un enclave de cultura alemana ubicado en la comuna de Parral y dirigida por Paul Schafer, juzgado por reiterados abusos sexuales a menores.Allí los agentes de la DINA coordinaron la persecución, secuestro, tortura y desaparición de los opositores al régimen de Pinochet con la colaboración de Schafer y otros colonos.
La sentencia, sin embargo, sobreseyó a Paul Schafer, quien falleció en 2010 encontrándose en prisión preventiva; al agente de la DINA Rolf Wenderoth, por no estar en Villa Grimaldi al ser sustraídas las víctimas; y sobreseyó temporalmente al colono Hartmutt Hopp, por estar prófugo en Alemania y haber el tribunal solicitado su extradición.
El 30 de diciembre del 2013 la Corte de Apelaciones de Santiago dictó una nueva sentencia en la investigación, confirmando la sentencia de primera instancia dictada en 2012 y que condenó a los exintegrantes de la DINA Manuel Contreras y Carlos López a de 10 años y un día de presidio por su responsabilidad, como autores, de los secuestros calificados; y a Eugenio Fieldhouse  a la pena de 5 años y un día de presidio, en calidad de cómplice. Las juezas absolvieron por falta de convicción a los exintegrantes de la Colonia Dignidad Gerard Mucke Koschitzke y Karl Johann van Den Berg Schurrmann, revocando el fallo de primera instancia que los había condenado a 5 años y un día de presidio, en calidad de cómplices.
El 14 de noviembre del 2014 la Corte Suprema dictó sentencia definitiva en la investigación por los secuestros calificados de Juan Maino Canales, Elizabeth Rekas Urra y Antonio Elizondo Omaechea. En fallo dividido la Sala Penal del máximo tribunal del país –integrada por los ministros Milton Juica, Hugo Dolmestch, Carlos Künsemüller, Haroldo Brito y Lamberto Cisternas– acogió el recurso de casación presentado en contra de la resolución dictada por la Corte de Apelaciones de Santiago, modificándola en el aspecto civil. En lo penal, el máximo tribunal ratificó las penas de 10 años y un día de presidio para Manuel Contreras y Carlos López, en calidad de autores de los secuestros calificados, y la sanción de 5 años y un día de presidio para Eugenio Fieldhouse, como cómplice de los ilícitos. Además, la Sala Penal confirmó el fallo absolutorio en favor de los exintegrantes de la Colonia Dignidad, Gerard Mucke y Johan van Den Berg y del agente de la DINA Rolf Wenderoth Pozo. En este aspecto, el fallo se adoptó con los votos en contra de los ministros Dolmestch y Cisternas, quienes estuvieron por aplicar la media prescripción en el caso. El fallo de primera instancia, dictado por el ministro en visita Jorge Zepeda Arancibia, había condenado a los colonos Mucke y Van Den Berg.

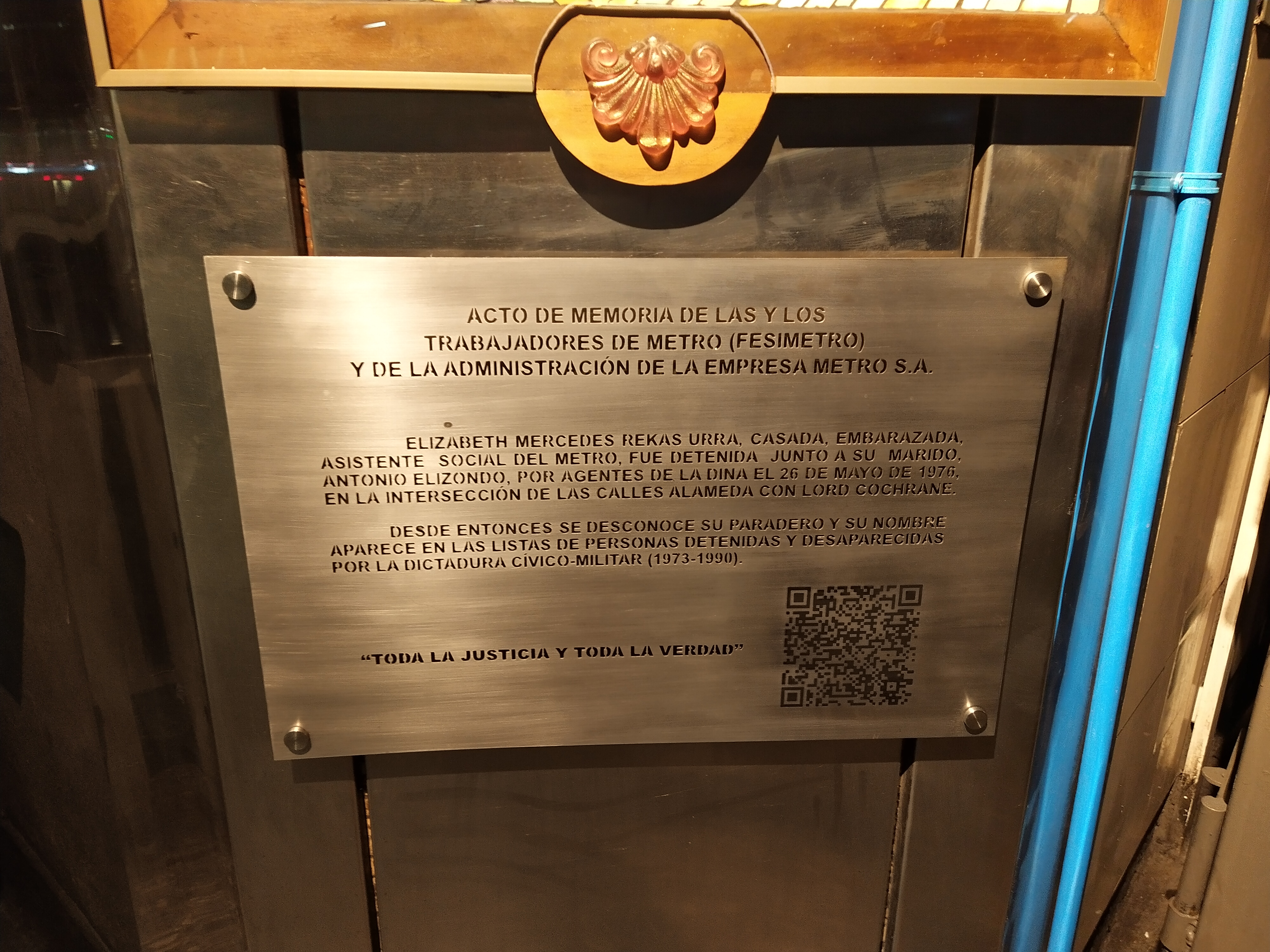
Placa conmemorativa en honor a Elizabeth Rekas y su esposo Antonio Elizondo, ubicada en la estación La Moneda del Metro de Santiago. Ambos fueron detenidos y desaparecidos en 1976, durante la dictadura de Pinochet.

## Memorial en el Metro de Santiago
El 26 de mayo de 2016 se inauguró un memorial en la estación del Metro La Moneda en recuerdo de Elizabeth Reka Urra. Dicha acción fue realizada por el Metro de Santiago, sus trabajadores y el Museo de la Memoria y los Derechos Humanos.